# Suha Katalena
Suha Katalena falu Horvátországban Kapronca-Kőrös megyében. Közigazgatásilag Szentgyörgyvárhoz tartozik.

## Fekvése
Szentgyörgyvártól 12 km-re délre a Bilo-hegység északi lejtőin fekszik.

## Története
A település a már 1334-ben a zágrábi káptalan oklevelében említett Szent Katalin kápolnáról kapta a nevét. 1789-ig a gorbonoki plébániához tartozott, ekkor Maksimilijan Vrhovac püspök az újonnan alapított kozarevaci plébániához csatolta és ma is annak filiája . Iskolájáról 1884-ben történik először említés. 1892-ben a rossz állapotú régi helyett új iskolát építettek. 1857-ben 427, 1910-ben 934 lakosa volt. Trianonig Belovár-Kőrös vármegye Szentgyörgyi járásához tartozott. 2001-ben 372 lakosa volt. A mai korszerű iskolát 2003-ban nyitották meg, Gorbonok alapiskolájához tartozik.

## Külső hivatkozások
- A község hivatalos oldala
- A helyi iskola története